# پلاریتون

رابطه پراکندگی پلاریتون فونون در GaP. منحنیهای قرمز روابط پراکندگی فونون و فوتون غیرمنتظره هستند، منحنیهای سیاه نتیجه جفت شدن هستند (از بالا به پایین: پلاریتون بالایی، LO phonon, polariton تحتانی).

پولاریتون در فیزیک، ‎/pəˈlærɪtɒnz, poʊ-/‎  شبه‌ذره‌ای حاصل از اتصال قوی امواج الکترومغناطیسی با برانگیختگی دوقطبی الکتریکی یا قطبی مغناطیسی هستند. آنها عبارت از پدیده کوانتومی رایج شناخته شده به عنوان دفع سطح هستند،
تا این میزان نیز می‌توان پلاریتون‌ها را به عنوان حالت‌های طبیعی جدید یک ماده یا ساختار خاص که ناشی از اتصال قوی حالت‌های لخت است، که همان فوتون و نوسان قطبی است، تصور کرد. پولاریتون یک قطعه بوزونی است و نباید با قطبی (فرمیون) که یک الکترون به همراه یک ابر فونون متصل است اشتباه گرفته شود.
هر زمان که تصویر پولاریتون معتبر باشد (به عنوان مثال وقتی که حد اتصال ضعیف تقریب نامعتبر است)، مدل فوتون‌هایی که آزادانه در بلورها پخش می‌شوند کافی نیستند. یکی از ویژگی‌های مهم پلاریتون‌ها، وابستگی شدید سرعت انتشار نور از طریق بلور بر فرکانس فوتون است. برای اکسیتون-پلاریتون‌ها، نتایج تجربی غنی از جنبه‌های مختلف در اکسید مس (I) به دست آمده‌است.

## تاریخ
در سال ۱۹۲۹ نوسانات موجود در گازهای یونیزه شده توسط تانکز و لانگمویر مشاهده شد. پلاریتون‌ها ابتدا توسط تالپیگو به لحاظ تئوری مورد توجه قرار گرفتند. آنها در ادبیات علمی اتحاد جماهیر شوروی به عنوان اگزیتون‌های سبک شناخته شدند. این نام توسط پکار پیشنهاد شد، اما اصطلاح polariton ، که توسط جان هاپفیلد پیشنهاد شده بود، به تصویب رسید. حالتهای همراه امواج الکترومغناطیسی و فونونها در بلورهای یونی و رابطه پراکندگی آنها، که اکنون به عنوان پلاریتون‌های فونون شناخته می‌شوند، توسط تولپیگو در سال ۱۹۵۰ بدست آمد و به‌طور مستقل توسط هوانگ در سال ۱۹۵۱ حاصل شد.

## انواع
پولاریتون حاصل اختلاط فوتون با برانگیختگی قطبی در یک ماده است. در زیر انواع پولاریتون وجود دارد:
- polaritons Phonon ناشی از اتصال فوتون فروسرخ با یک فونون نوری است.
- اکسیتون پلاریتون از اتصال نور مرئی با اگزیتون ناشی می‌شود.[۷]
- Intersubband polaritons منجر به اتصال فوتون فروسرخ یا امواج تراهرتز با تحریک بین باند می‌شود.
- پلاسمون پلاریتون‌های سطحی ناشی از اتصال پلاسمون‌های سطح با نور است (طول موج به ماده و هندسه آن بستگی دارد).
- Plexcitons از جفت شدن پلاسمون‌ها با اگزیتون هاست.[۸]
- پلاریتون‌های مگنون ناشی از اتصال مگنون با نور است.
- پلاریتون‌های حفره ای.[۹]